# وزوازية
الوزوازية (الاسم العلمي: Cicadatrini)، قبيلة حشرات من الزيز. تضم حوالي 12 جنسًا وما لا يقل عن 120 نوعًا موصوفًا في القبيلة.
توجد أنواعه في المنطقة القطبية الشمالية القديمة وإقليم هندوملاوي. أما جنس Pachypsaltria يوجد في أمريكا الجنوبية ، وقد لا ينتمي إلى هذه القبيلة.

## الأجناس
- Bijaurana Distant, 1912 c g
- Chloropsalta Haupt, 1920 c g
- Cicadatra Kolenati, 1857 c g
- Emathia Stål, 1866 c g
- Klapperichicen Dlabola, 1957 c g
- Mogannia Amyot & Audinet-Serville, 1843 c g
- Pachypsaltria Stål, 1861 i c g
- Psalmocharias Kirkaldy, 1908 c g
- Shaoshia Wei, Ahmed & Rizvi, 2010 c g
- Taungia Ollenbach, 1929 c g
- Triglena Fieber, 1875 c g
- Vagitanus Distant, 1918 c g

Data sources: i = ITIS, c = Catalogue of Life, g = GBIF, b = Bugguide.net